# Мирослав Прибанић
Мирослав Прибанић (22. јун 1946) бивши је југословенски и хрватски рукометаш.

## Каријера
Био је члан Партизана из Бјеловара. Играо на позицији десног крила. За клуб је одиграо више од 500 утакмица, а првенство Југославије је освојио 1967, 1968, 1970, 1971, 1972. и 1977. С клубом је 1972. освојио Куп европских шампиона, 1973. играо је у финалу тог такмичења.
За рукометну репрезентацију Југославије одиграо је 128 утакмица и постигао 273 гола. Наступао је за репрезентацију на Олимпијским играма у Минхену 1972. када је освојио златну медаљу. На Светским првенствима наступио је 1967. и 1970. године. Има освојену бронзу 1970. године у Француској.

## Успеси
Југославија
- медаље
- злато Олимпијске игре 1972. Минхен.
- бронза 1970. Француска.

Партизан Бјеловар
- Прва лига Југославије (7): 1966/67, 1967/68, 1969/70, 1970/71, 1971/72, 1976/77.
- Куп европских шампиона
  - Победник (1): 1971/72.
  - Финале (1): 1972/73.